# 原爆圆顶馆
34°23′43″N 132°27′12″E / 34.39528°N 132.45333°E
原爆圓頂館（日语：／，又称广岛和平纪念碑（日语：／），是位於日本廣島縣廣島市、元安川河畔的被爆建築遺址。1945年8月6日，美軍以原子彈轟炸廣島，爆炸中心附近的建築物幾乎全數被夷為平地，僅此建築勉強屹立沒有完全傾倒。
今日的原爆圓頂被作為該起事件的紀念物而獲得永久保存，以提醒人們核戰的破壞性影響，該建築是廣島原子彈爆炸週邊地區仍矗立的建築之一，屬广岛和平纪念公园的一部份。1996年联合国教科文组织将此列為世界遗产。

## 历史

### 原爆前
19世紀末期，廣島市因甲午戰爭期間設立了大本營而迅速發展成為軍事重鎮。隨著經濟規模的擴大，開發廣島縣產品的市場成為當務之急。為此，規劃了「廣島縣物產陳列館」作為中心項目。 1910年，廣島縣議會決定興建該館，並於六年後的1915年4月5日完工，同年8月5日開幕，並在此後成為廣島當地重要的會展場地。
廣島縣物產陳列館的設計由來自捷克的新藝術建筑师建筑师簡·勒澤爾擔任。工程由椋田組承建。建築高約25公尺，具有新古典主義的骨架和羅馬復興風格的細部裝飾，屬於混合風格建築。採部分磚造部分钢筋混凝土構造，外覆石材與砂漿修飾，並以銅製的圓頂覆蓋其上。建築本體為地下一層地上三層，但中間的圓頂部分則有五層樓高。
列切爾的聘用由當時的縣知事寺田祐之決定。寺田在過去擔任宮城縣知事時見過列切爾設計的松島公園酒店，決定讓他設計物產陳列館。此外，列切爾也設計了宮島酒店（1917年完工，現已不存在）。設計費用為4,575日圓。當時，廣島市的土地價格為每坪24錢至4日元，石匠的日工資為90錢至1日元10錢，新橋至廣島間的火車票價為三等車5日元17錢，一等車13日元33錢。
1919年3月4日，物產陳列館舉辦了「似島德國战俘技術工藝品展覽會」，這是日本首次展示年輪蛋糕的製作和銷售。這些甜點由在第一次世界大戰中成為戰俘的德國甜點師卡尔·尤海姆製作，他在中國青島被俘後被拘留在廣島灣的似島檢疫所中的俘虜收容所內。
1921年，物產陳列館更名為「廣島縣立商品陳列所」，並成為第四屆全國糖果品評會的會場。1933年，該館更名為「廣島縣產業獎勵館」。在這段時期，館內經常用於藝術和教育展覽。
然而，隨著太平洋戰爭的持續，1944年3月31日，獎勵館停止了業務，並轉為內務省中國四國土木事務所、廣島縣地方木材株式會社、日本木材廣島支社等行政機構和統制組織的辦事處。

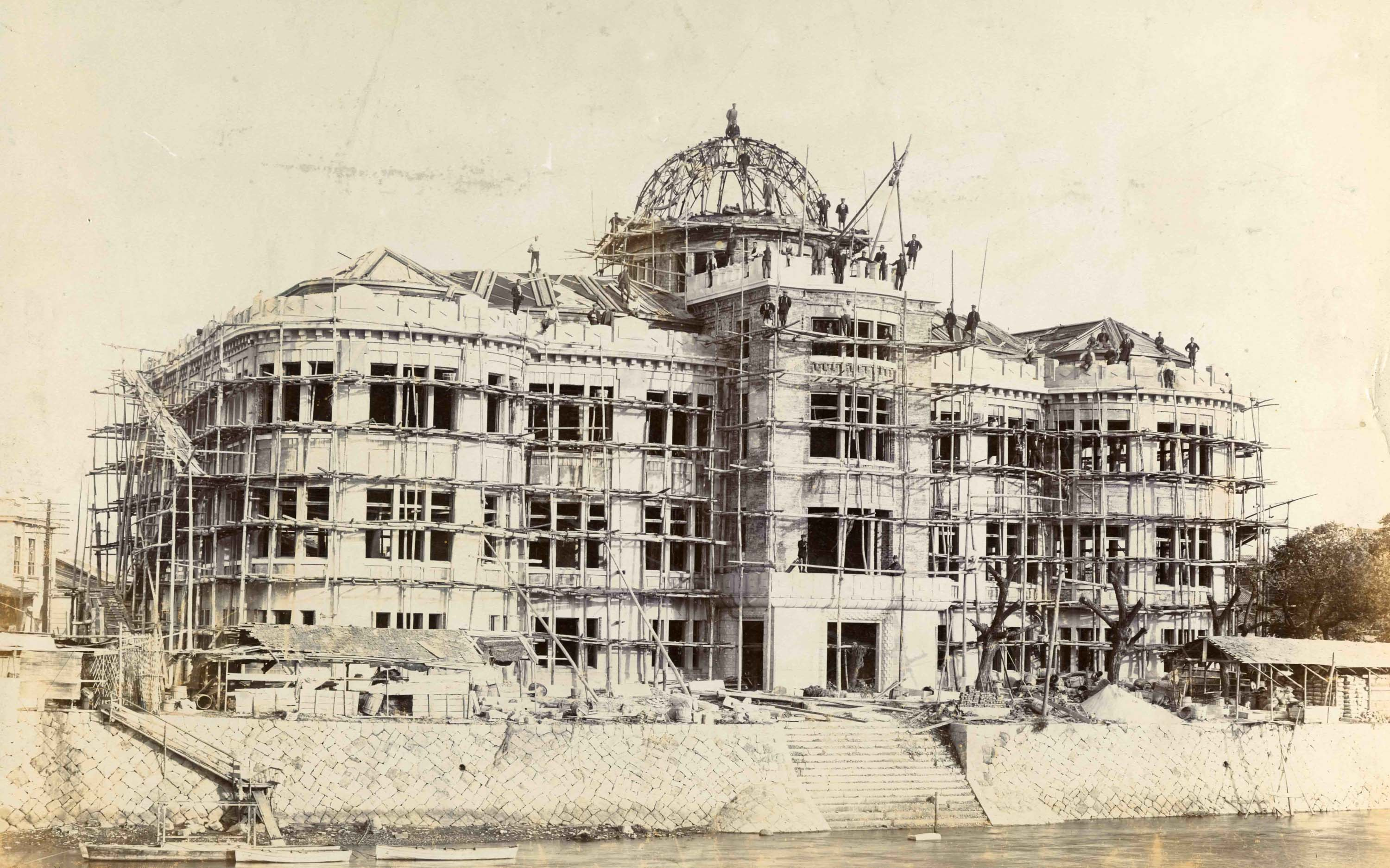
建造中的物產陳列館，攝於1914年12月。
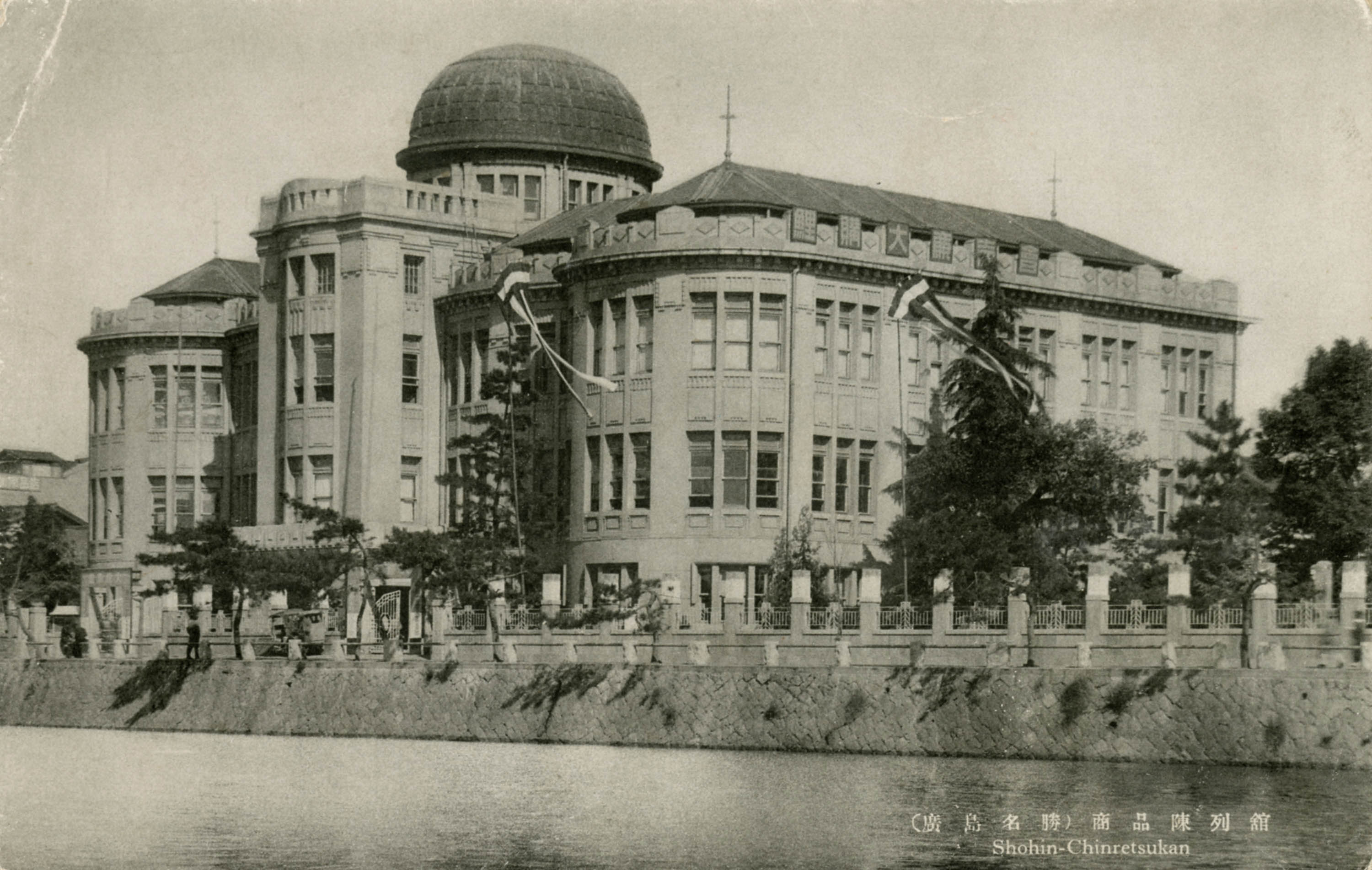
完工後的物產陳列館（廣島市檔案館藏）
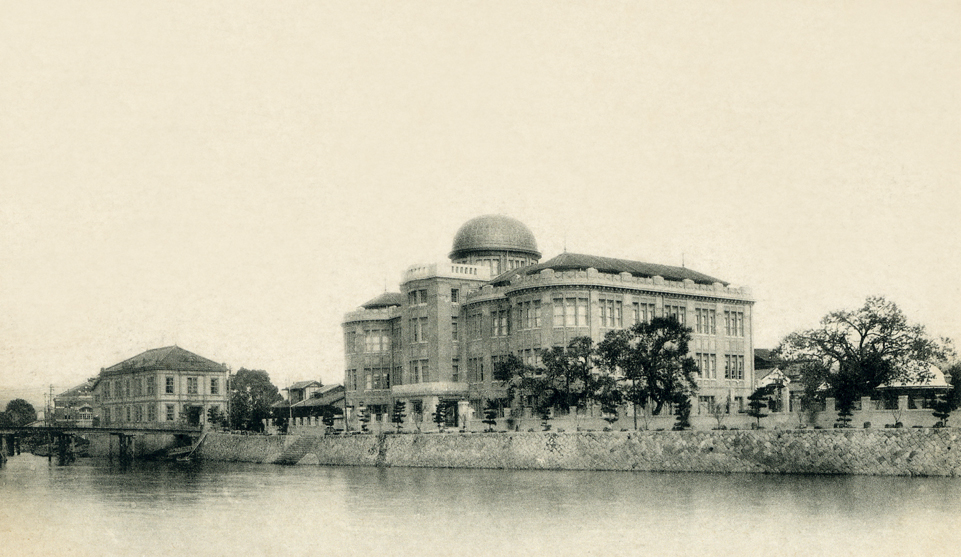
大正時期的物產陳列館。
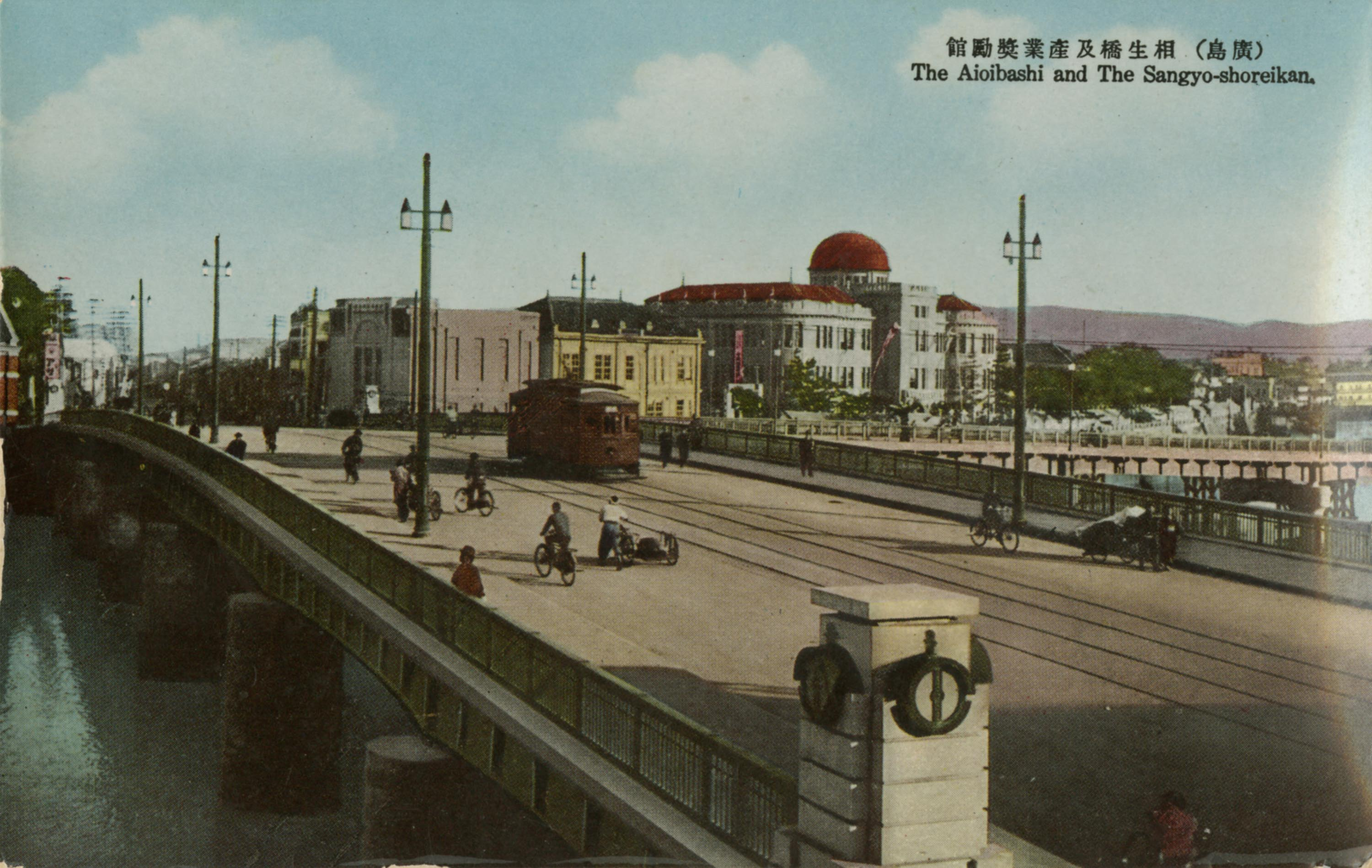
物產陳列館與周遭相生橋及丁字橋景觀，攝於1938年。

### 原爆時的狀況

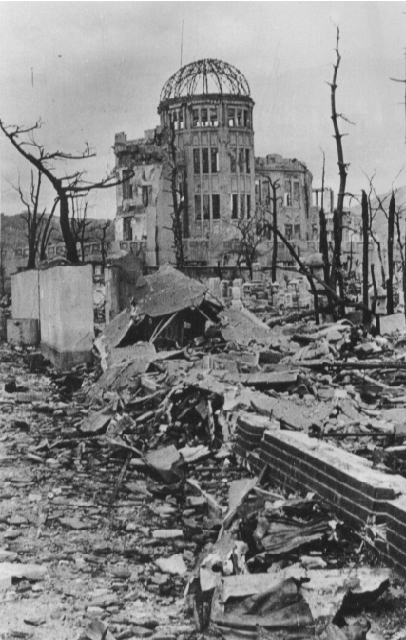
原子弹爆炸后的场景（1945年10月攝）

1945年（昭和20年）8月6日日本時間上午8時15分17秒，美軍B-29轟炸機「艾諾拉·蓋」將小男孩原子彈投下位於建築物西鄰，橫跨本川的的「T」字型橋樑相生橋作為目標。43秒後，炸彈在建築物東150公尺、空中約600公尺的地點（現為島醫院附近）爆炸。原子彈爆炸後，以爆炸中心為圓心，半徑2公里範圍之內的建築幾乎全毀。
原子彈爆炸後，物產陳列館在0.2秒內被數千倍於正常日光的照射能量的熱線包圍，地表溫度達到了3000℃。0.8秒後，伴隨著前方的衝擊波，爆風以每秒440公尺以上的速度襲來，爆風壓達到了350萬帕斯卡（每平方米加重35噸）。因此，建築物在原子彈爆炸後1秒內，三層樓的主體部分幾乎全毀，但中央的圓頂部分未完全毀壞，框架和外牆部分仍然保留。成為爆炸中心區附近，少數在衝擊波肆虐之後没有倒下的建築物。
圓頂部分未完全毀壞的原因包括：
- 原子彈爆炸後產生的衝擊波球型包絡面（英语：Envelope (waves)）部分會撞擊地面並反彈，再與空中的衝擊波疊加產生加成效應，製造出最大的橫向破壞力。但是物產陳列館處於爆炸點下方的小型範圍，衝擊波襲來的方向幾乎是從正上方，只會承受第一波由上方往下的直接衝擊力，但卻不在橫向擴散的疊波範圍內。
- 由於窗戶較多，爆風從窗戶吹過（圓頂內部的氣壓沒有高於外部氣壓）的條件得以滿足。
- 圓頂部分的屋頂材料為銅板，而銅的熔點比鐵低，因此在爆風到達前，熱線使屋頂熔化，爆風更容易通過。反之，建築其餘的木製屋頂結構在爆炸中幾乎毀損。[15]
- 由於圓頂部分沒有受到將整棟建築物擠壓到極限的衝擊，它成為爆心地附近為數不多的倖存建築之一。

原子彈爆炸後的第一道衝擊波雖然立刻摧毀了產業獎勵館包括屋頂與各樓層樓板在內的所有水平建築結構，但垂直方向的結構卻大致未損，然而在爆炸瞬間，建築物內的約30名內務省職員因爆炸引發的大量輻射、熱線和爆風，估計全部當場死亡。此外，前夜值班的縣地方木材公司4名員工中，有1名在原子彈投下前的8時左右騎自行車返家，在自家門前被輻射並受傷，成為當天在物產陳列館工作的唯一倖存者。之後，雖然窗框等仍未燃燒，但最終由於可燃物著火，整個建築物被完全燒毀，只剩下磚塊和鋼骨等遺骸。

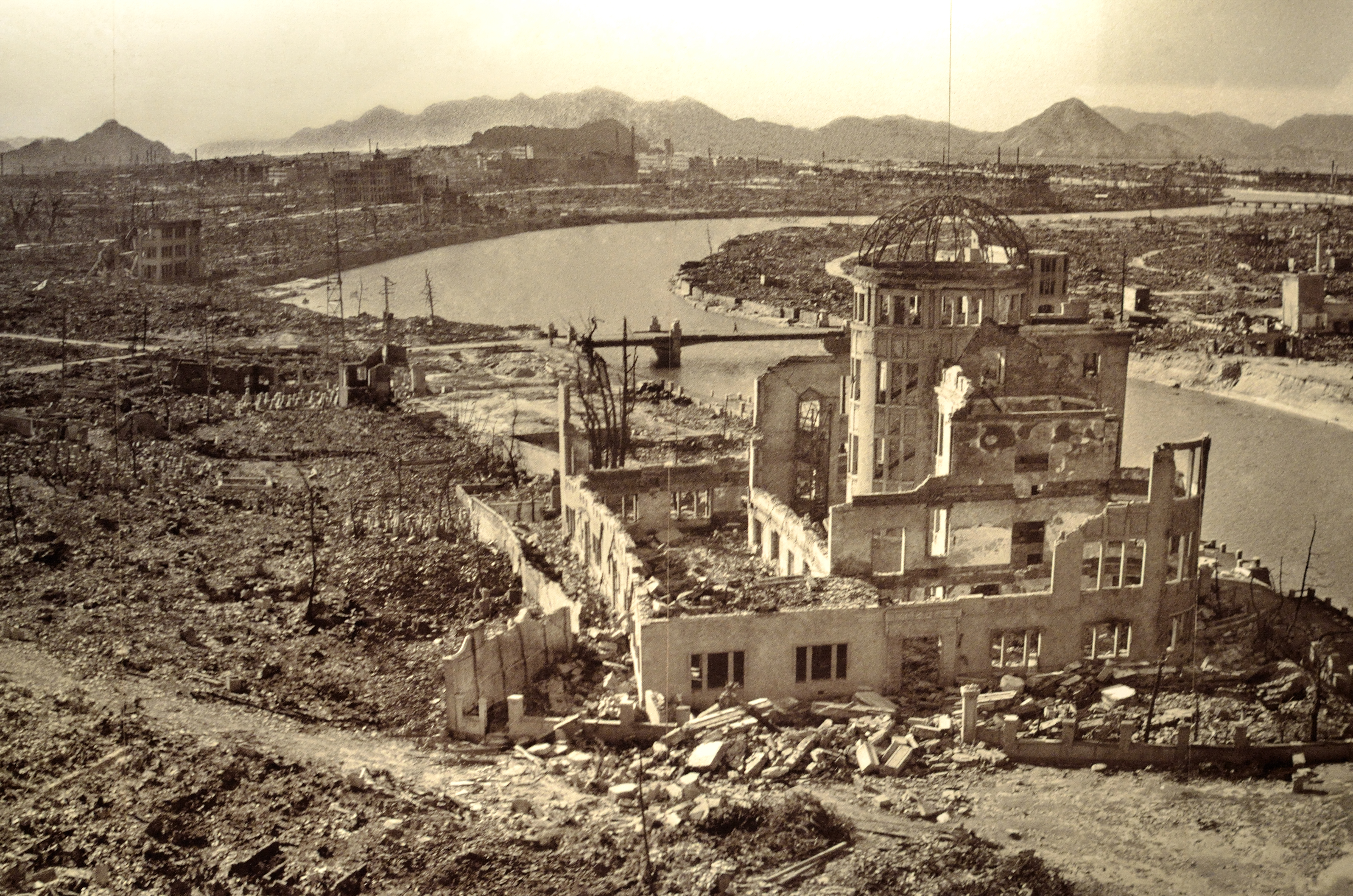
滿目瘡痍的廣島市區及原爆圆顶馆，攝於1945年
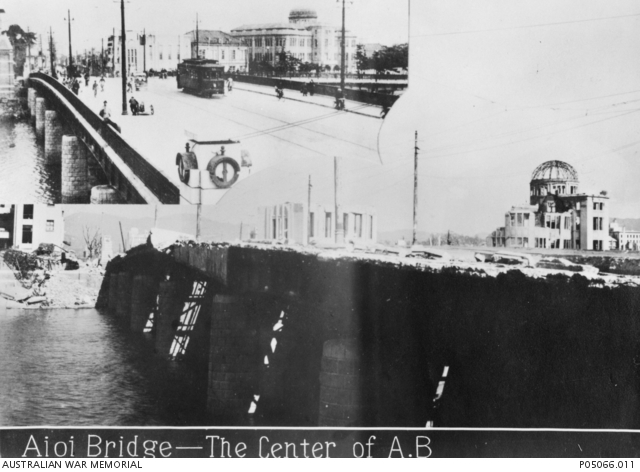
相生橋在原子彈爆炸前後的差別
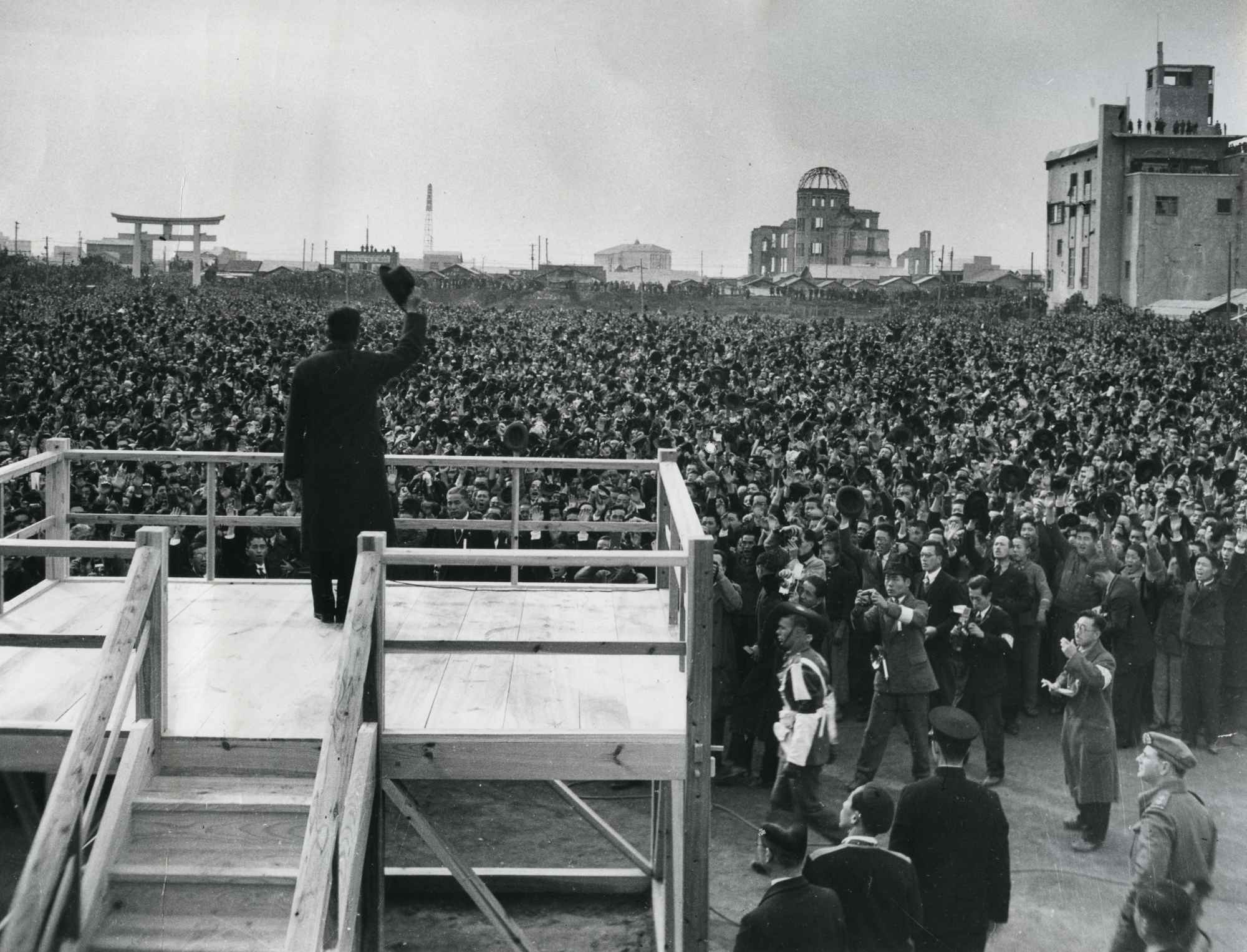
戰後不久昭和天皇鼓勵廣島市民，原爆圆顶馆位於畫面右上，攝於1947年
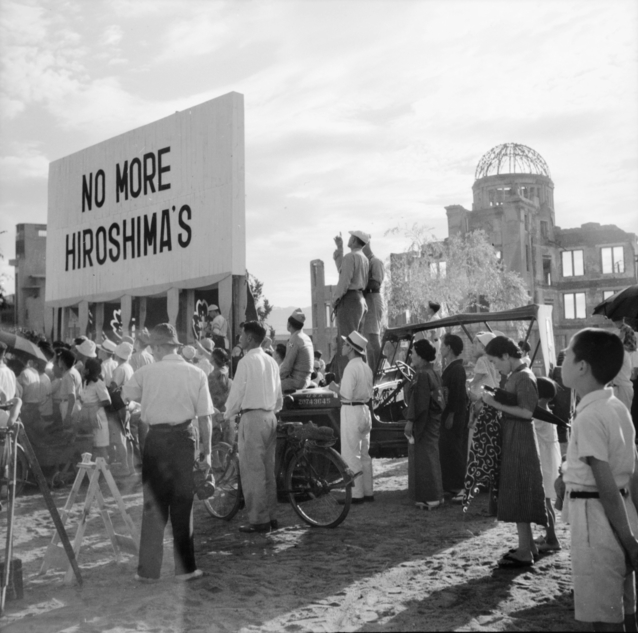
廣島居民發起「不再廣島」示威遊行，攝於1948年。

#### 成為紀念象徵
第二次世界大戰結束後，廣島市區開始從焦土上搭建簡易棚屋。此時，圓頂狀鐵架結構的產業振興館廢墟顯得格外顯眼，到1951年根據《舊金山和約》盟軍佔領日本結束時，這裡已經被市民稱為「原爆圓頂」。在復興過程中，的被爆建築的修復和拆除工作不斷推進，最初也有許多意見認為應該拆除產業振興館廢墟。報紙《夕刊廣島》曾寫道：「廣島市民必須摒棄那種炫耀自己苦難以引起同情的貧窮心態」（1948年10月10日）。然而在1949年8月6日，時任市長濱井信三推行的《廣島和平紀念都市建設法》的發展使得廣島和平紀念公園的構想開始真正化，為實現永久和平而成為理想的象徵。
1953年，在所有權從廣島縣移交到廣島市的過程中，產業振興館廢墟的拆除被暫時擱置。1955年，由丹下健三設計的廣島和平紀念公園（和平公園）完成。這個公園設計上以原爆圓頂為北起點，將原爆死難者慰靈碑和廣島和平紀念資料館在南北方向上直線排列，旨在突顯原爆圓頂的象徵性。自此，原爆圓頂館成為展示原子彈災難的象徵，但到了1960年代，由於建築物的風化加劇，崩塌的危險增加。部分市民對此持有根深蒂固的意見，認為每次看到原爆圓頂都會回憶起原爆時的慘狀，主張拆除原爆圓頂。因此，關於保存與否的討論變得活躍。廣島市當局最初對保存持消極態度，認為保存會帶來經濟負擔，資金應優先用於復興支持和城市基礎設施建設，一度拆除的可能性增大。然而，改變這一討論趨勢的是來自廣島市內大下學園祗園高等學校的學生楮山廣子的日記。
楮山廣子在1歲時在廣島市平塚町（今中區東平塚町、中平塚町、西平塚町）的自家被爆，15年後，他在日記中寫道：「那個慘烈的產業振興館會一直向世人展示原爆的恐怖嗎」（1959年8月6日，原文如是），由於被爆造成的放射線傷害，他在16歲時因急性白血病去世。這本日記引起了和平運動者河本一郎和「廣島摺紙會」的關注，他們發起了保存原爆圓頂的運動，並在1966年得到廣島市議會的永久保存決議。
隔年，原爆圓頂屋的保存工程完成，隨後廣島市政府開始針對其結構進行定期的修復和維護。在被爆50週年之際，1995年，原爆圓頂被指定為國家史跡，1996年12月5日，被決定註冊為聯合國教科文組織世界遺產。來自各個年代和國籍的遊客大量湧入參觀，但也出現了進入禁區塗鴉和惡作劇等擾亂行為的問題。

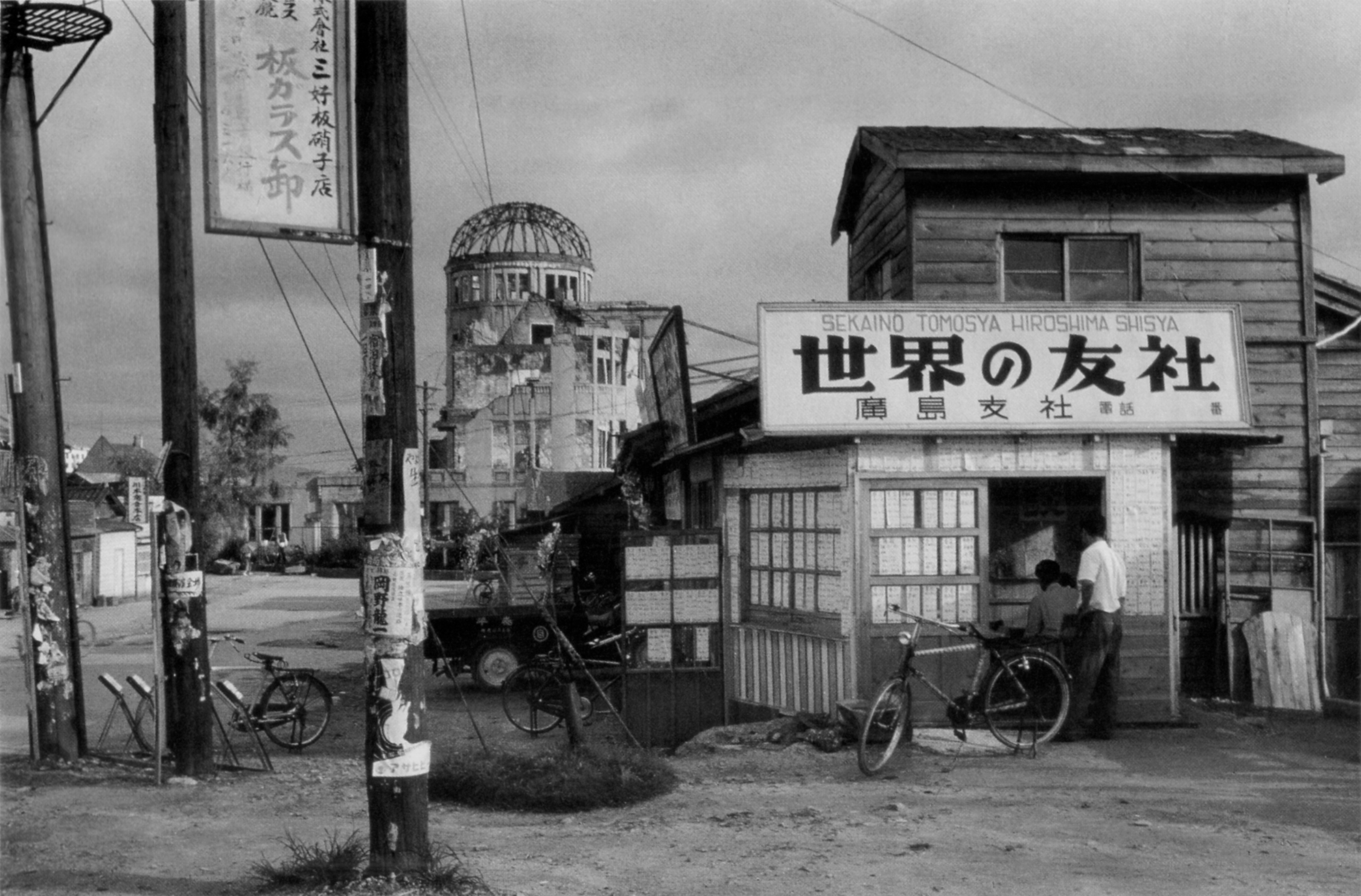
1952年，由長野重一（日语：長野重一）所攝
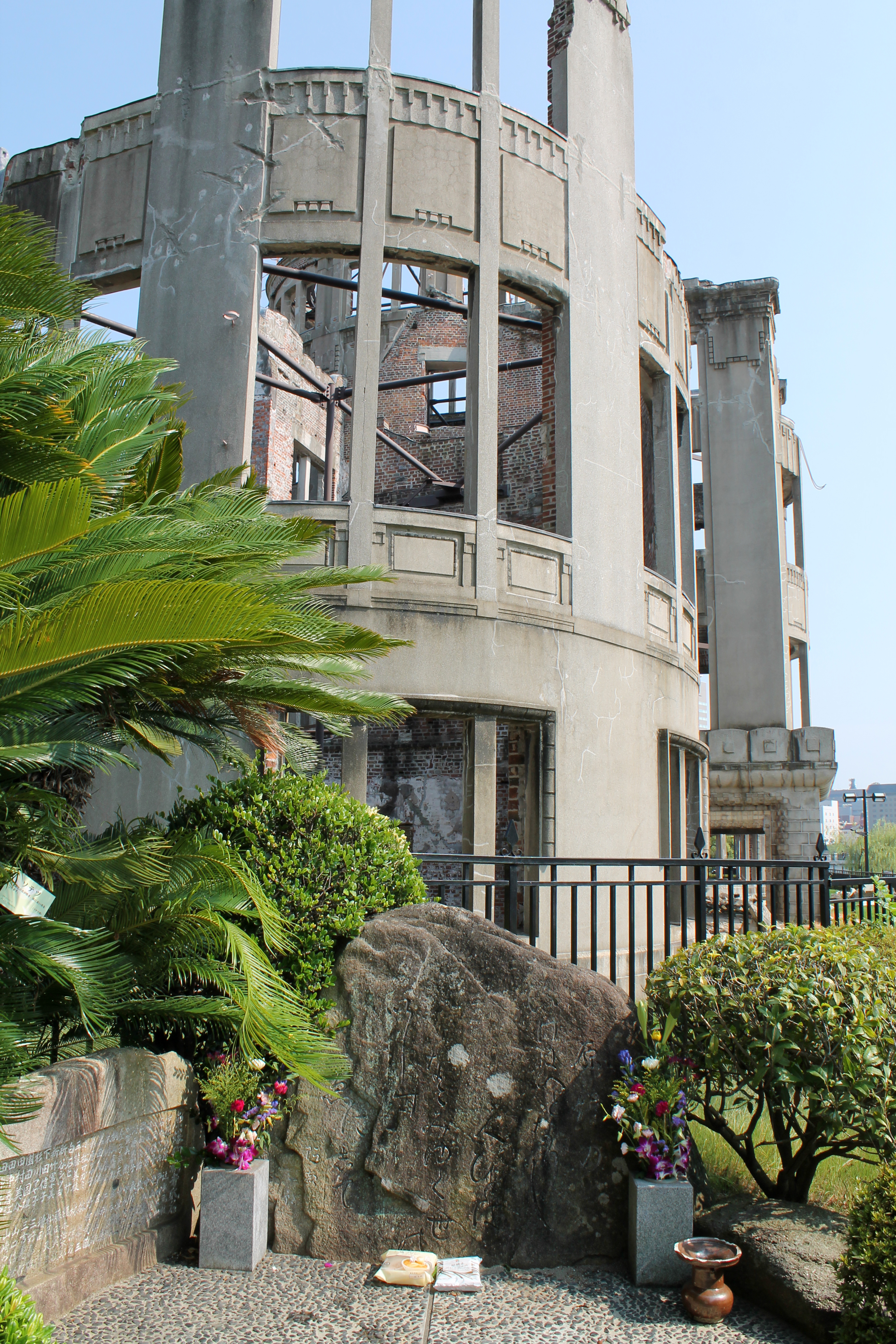
中國、四國土木工程分所因公殉職人員紀念碑。
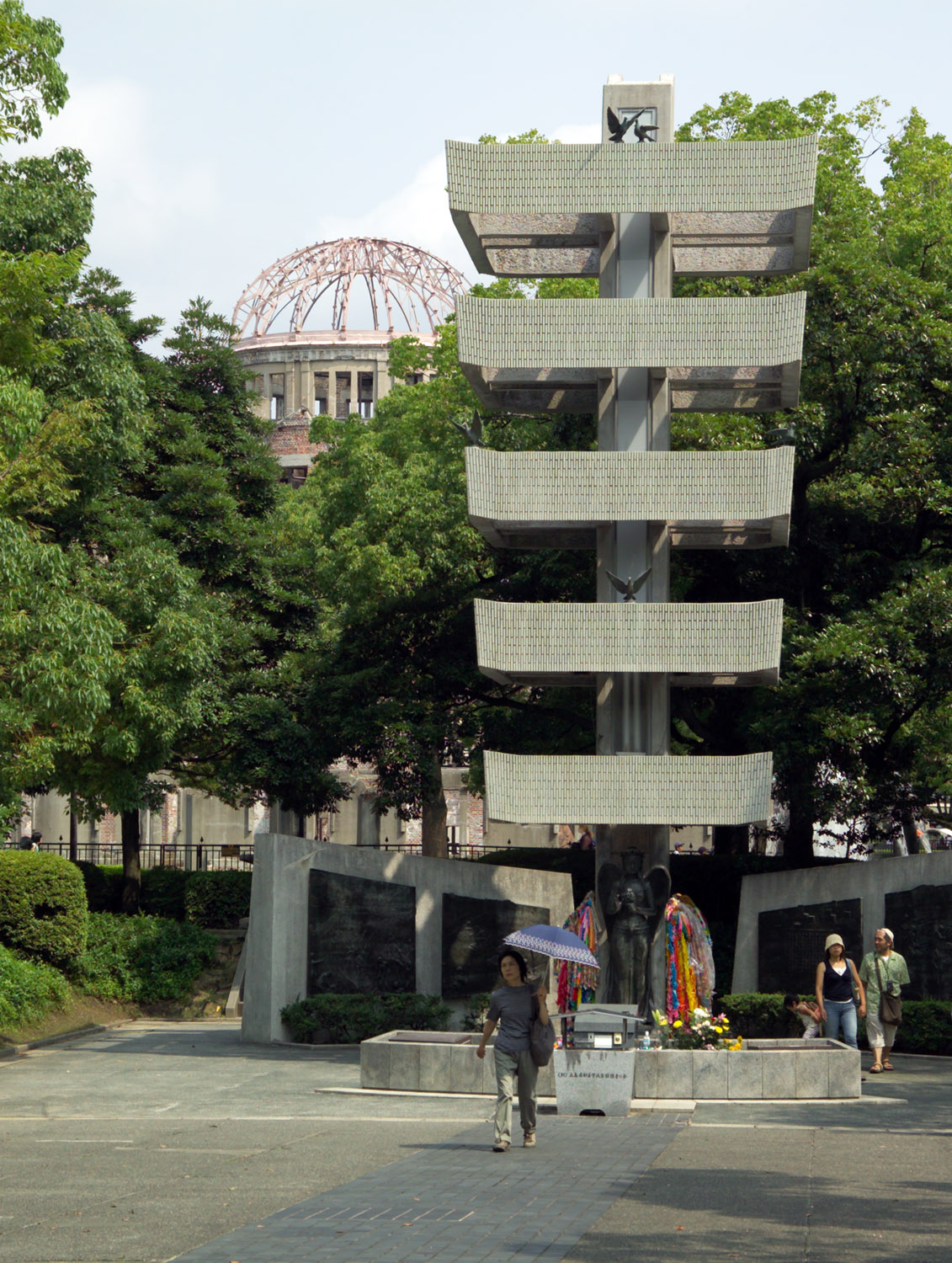
原爆圓頂旁的動員學生慰靈塔。
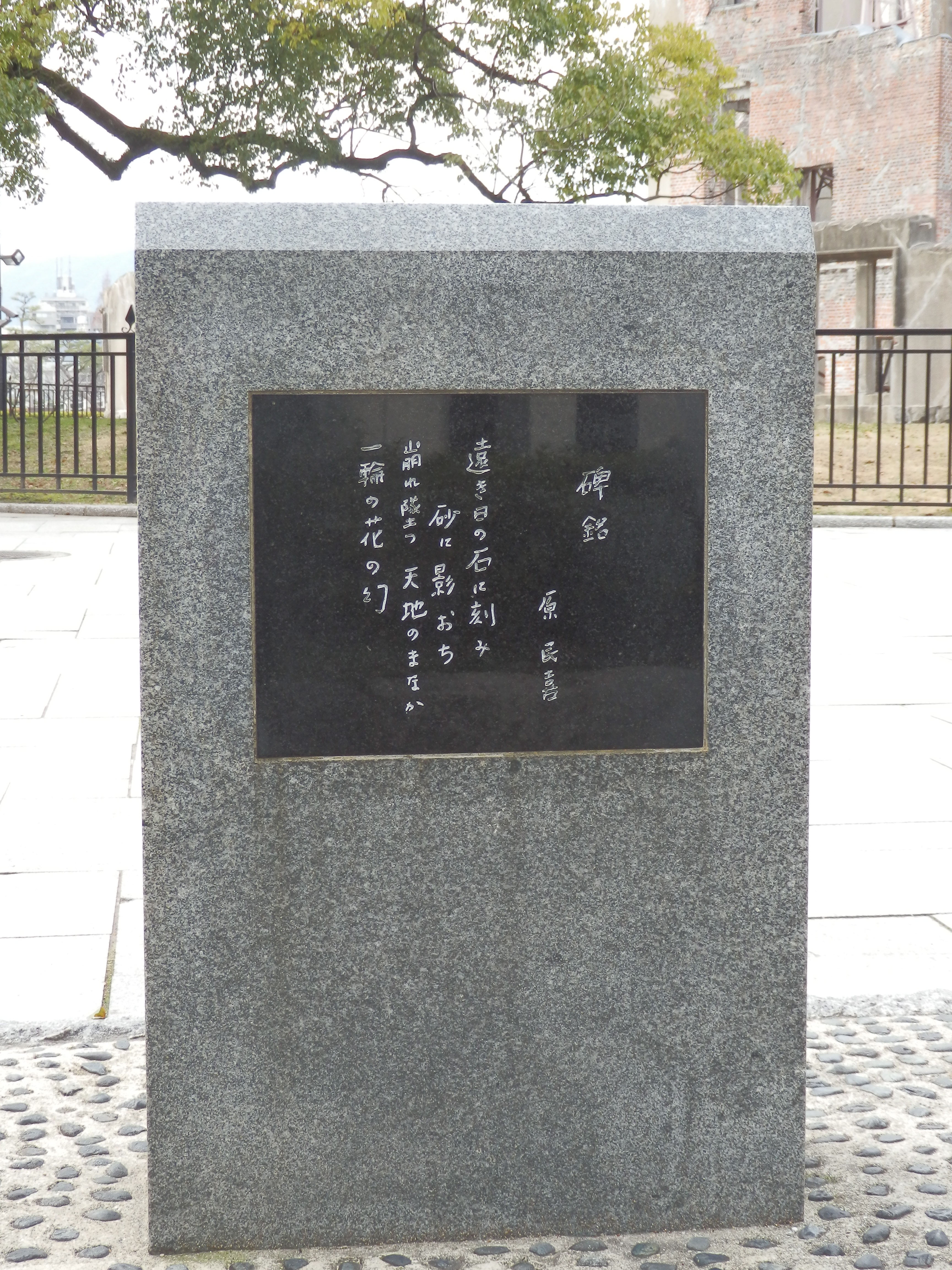
原爆圓頂旁原民喜詩碑。

## 登錄世界遺產

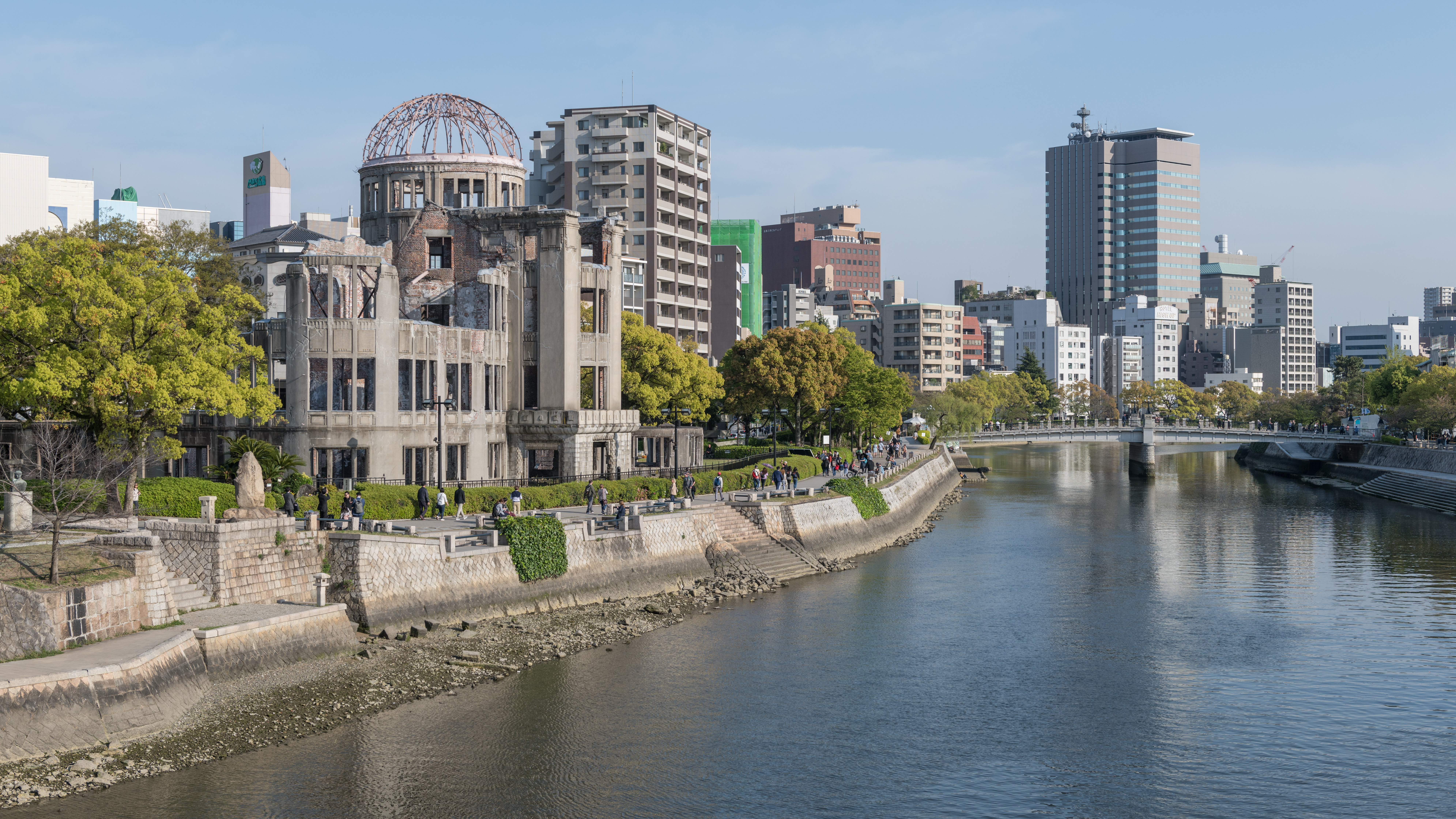
當代的原爆圓頂屋已被視為代表廢除核武和建立長久世界和平的象徵。

1992年，日本政府接受了《保护世界文化和自然遗产公约》，並以此為契機，同年9月，廣島市議會通過了一項決議，要求將原爆圓頂館列入國家世界遺產候選名單。市長在隔年1月將請求書交給了文化廳。全國各地也展開了簽名運動，1994年，附有超過165萬份簽名的國會請願在眾議院和參議院全體會議上通過。1992年初，日本政府認為向世界遺產推薦的條件是「該遺產在國內法（如文化遺產在日本為文化財保護法）下受到保護」，並表示「原爆圓頂館歷史較短，無法指定為文化財，因此不符合建議要求」，對推薦原爆圓頂館持消極態度。文化廳的負面態度背後有強烈的政治顧慮，擔心刺激美國、中國和韓國，但這反而推動了簽名運動的熱潮，獲得了大量支持者。
1995年3月，文部省修訂了基於文化財保護法的史蹟、名勝和天然紀念物指定標準，並在同年6月將原爆圓頂館指定為國家史蹟。隨後，日本政府於同年9月將原爆圓頂館推薦為世界遺產。原爆圓頂館的註冊審議於1996年12月在墨西哥梅里達舉行的世界遺產委員會會議上進行。此時，美國對原爆圓頂館的註冊表示強烈反對，並要求刪除調查報告中的「世界上首次使用的核武」一詞。此外，中國認為該遺產可能被用來否認日本的戰爭罪行，因此在審議時棄權。最終，原爆圓頂館被註冊為世界文化遺產。

### 註冊標準
此世界遺產符合世界遺產註冊標準中的以下條件，因此被註冊：
- (6)：具顯著普遍意義之事物，與現存傳統、思想、信仰及藝術、文學之作品直接或明顯相者。僅依據標準6進行註冊的情況較為少見，但在歷史較短的負面世界遺產中，這種情況較為常見。

## 保存結構
原爆圓頂館經受損後，許多結構已經坍塌，但主結構由於採用鋼磚和石材建造，部分外牆由石材和砂漿裝飾，內部牆壁大部分為塗有灰泥的牆面，因此在巨大的爆炸中得以保留部分區域。至今仍可見到原始建築的表面裝飾、三層樓、圓頂以及設有地下室的初步結構。其中，圓頂部分的樓梯間因原子彈爆炸而受損，但中庭南側的鑄鐵螺旋樓梯仍保存完好，螺旋樓梯東側通往地下室的樓梯也仍然存在。該建築因考慮崩塌等安全因素，一般民眾不得進入，但可隨時從柵欄外觀看。，僅在廣島市每年舉辦「國內記者培訓」廣島見學講座中，有機會參觀原爆圓頂的內部。
內牆的灰泥塗層痕跡，尤其是在中央圓頂部分外牆的南北兩側，至今仍清晰可見。牆體表面保留了梁承載孔，透過這些孔可以推測出燒毀的樑的位置以及各樓層的高度。此外，建物周圍原始的院子裡的西式庭園裡有一座噴泉。在原爆後，只剩下七根混凝土柱子尚存。噴泉的出水口雕塑今典藏於廣島和平紀念資料館，由上野岩人、藤本博光、山田耕作寄贈，共四匹雕塑在1952年被捐贈者的家屬在廣島市區內發現。當時，這些店將雕塑塗上銀粉並用作招牌裝飾。
2013年6月，廣島大學研究生嘉陽禮文在河底發現認為來源為原爆圓頂館的石材碎片，這些碎片後在2014年1月22日被重型機械打撈上岸。共撈起了兩塊花崗岩。較大的一塊為長方體，其表面部分附著用於粘接的灰漿和紅磚碎片。另一塊則是高30公分的三角柱，兩塊石頭的表面都有類似挖掘的槽狀裝飾。根據以往對圓頂內的調查和資料照片的比對，嘉陽推測這些碎片可能來自於圓頂的三樓挑簷部分，並認為是因原子彈的爆炸衝擊波被吹飛的。這些碎片當前在廣島大學霞校區醫學部醫學資料館永久展示。

自南側處觀望的原爆圆顶馆與噴泉遺跡
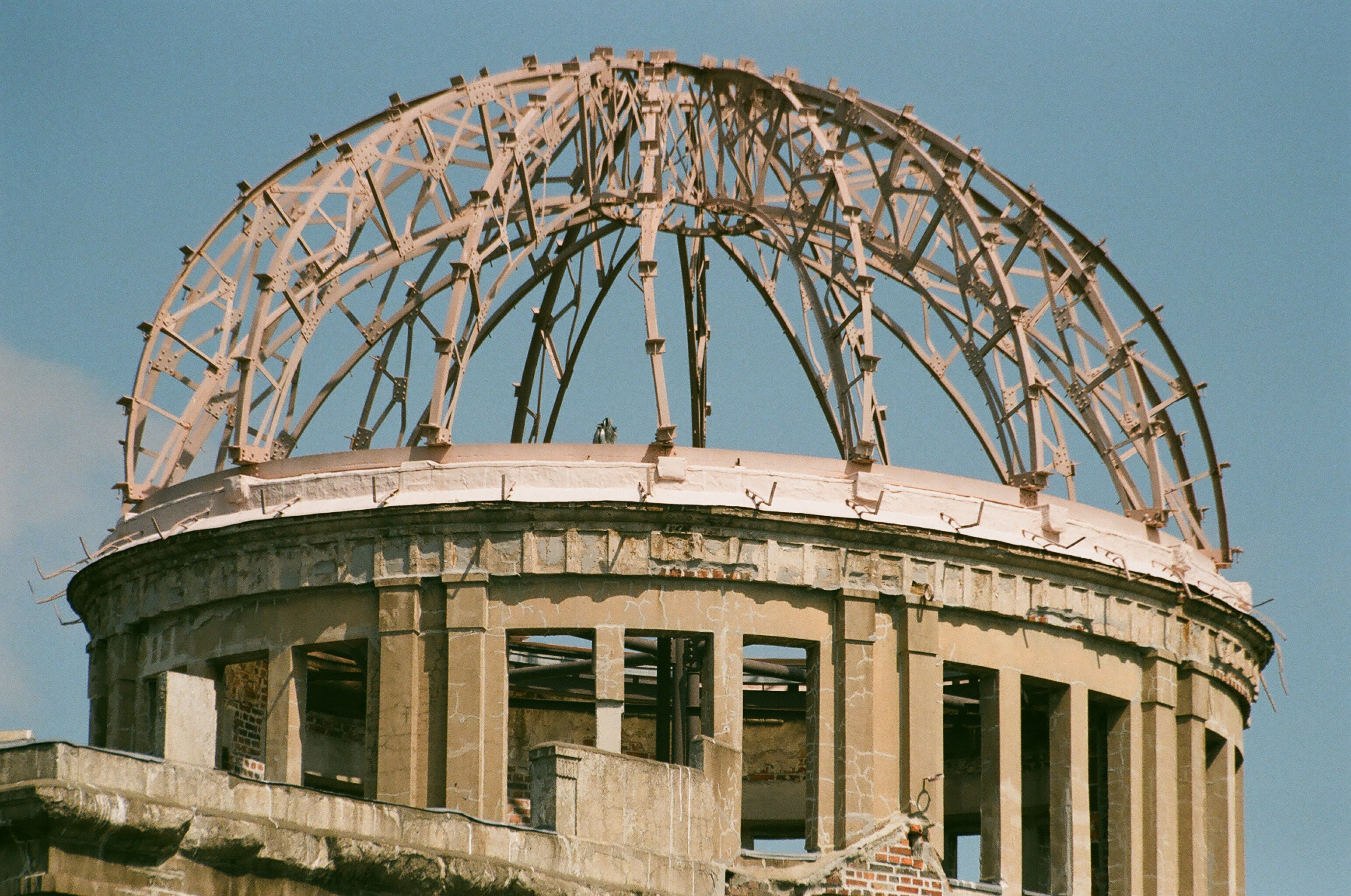
圓頂結構
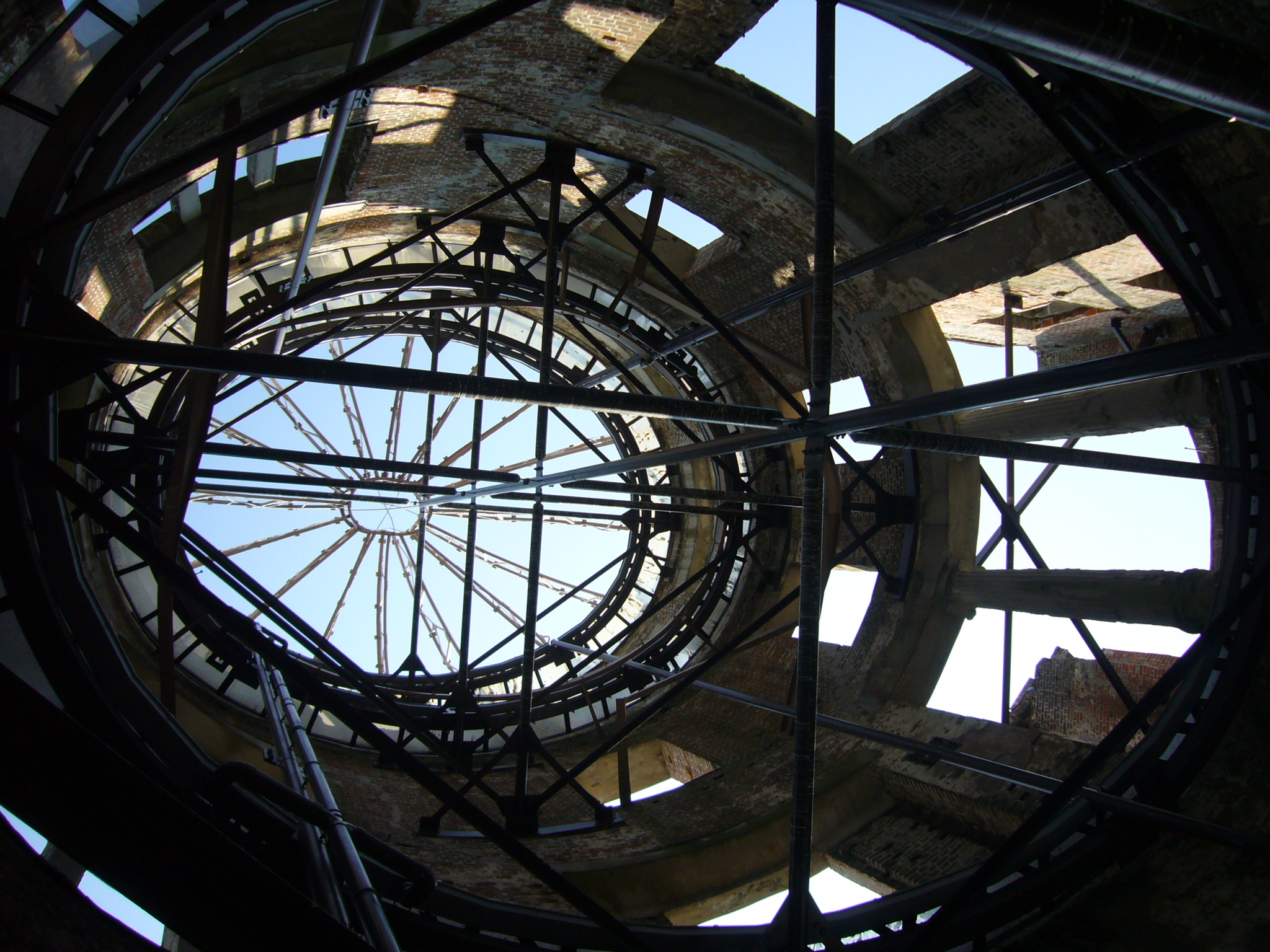
圓頂結構內部
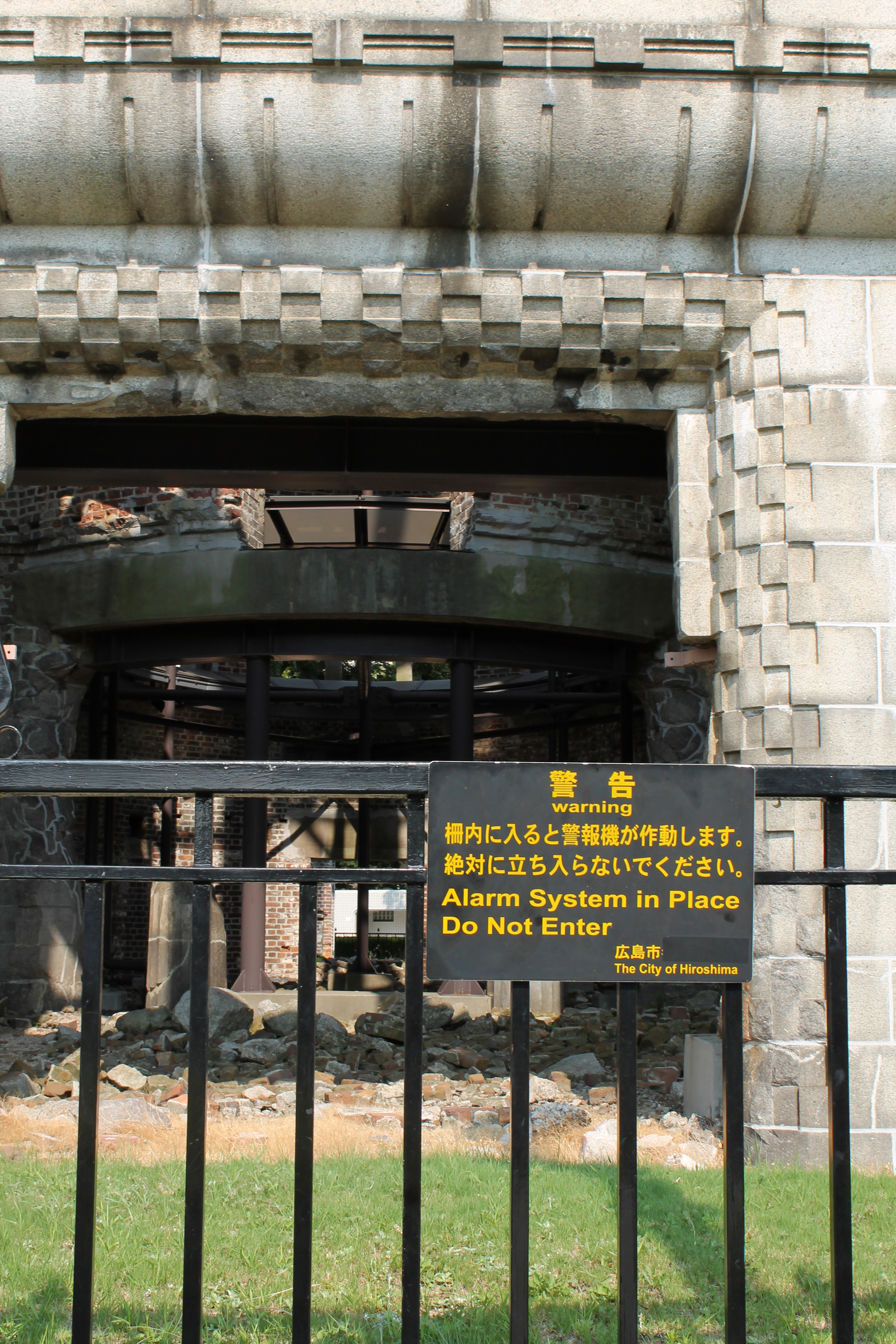
昔日入口處，今已封閉
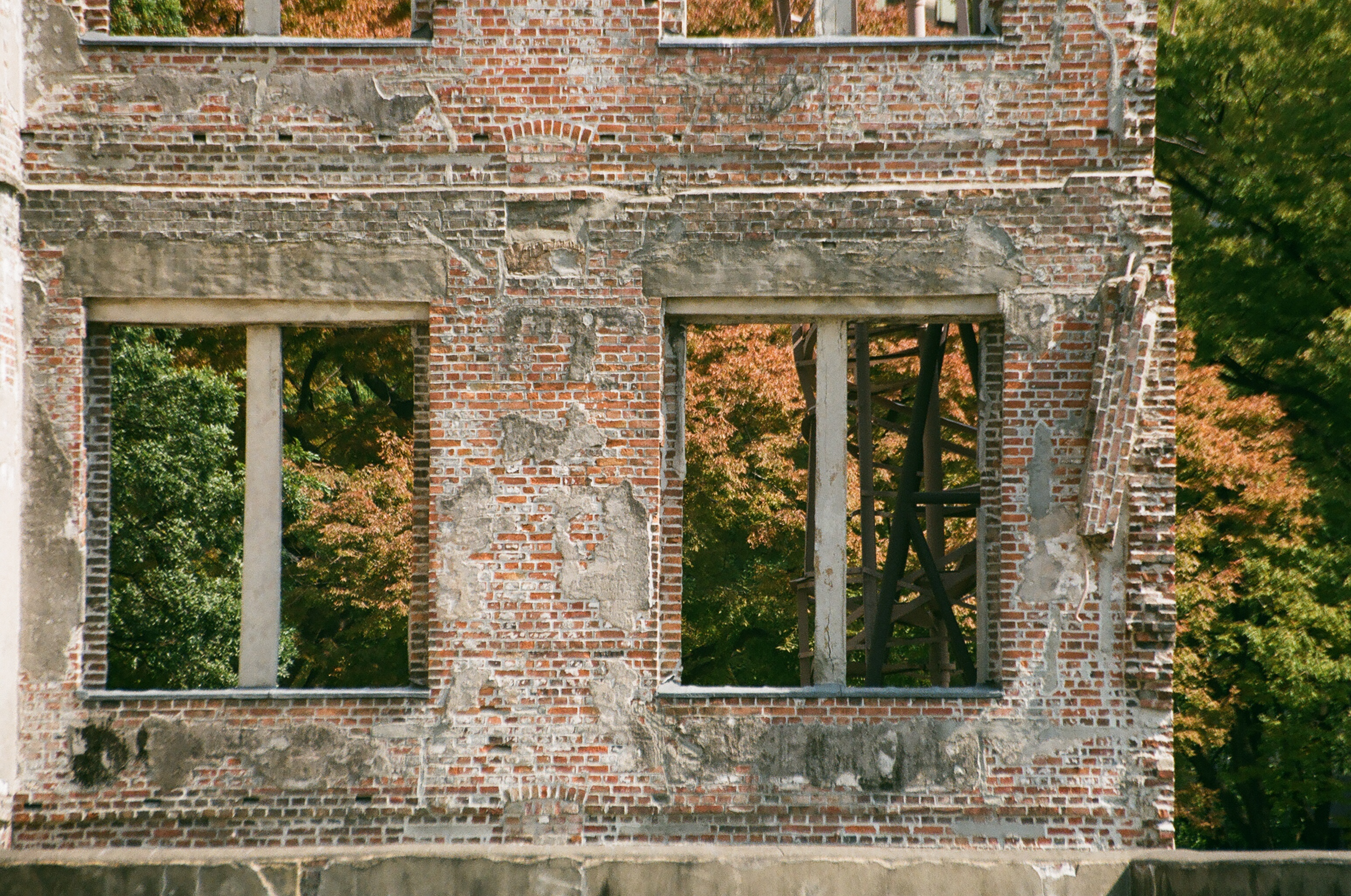
外部的紅磚結構
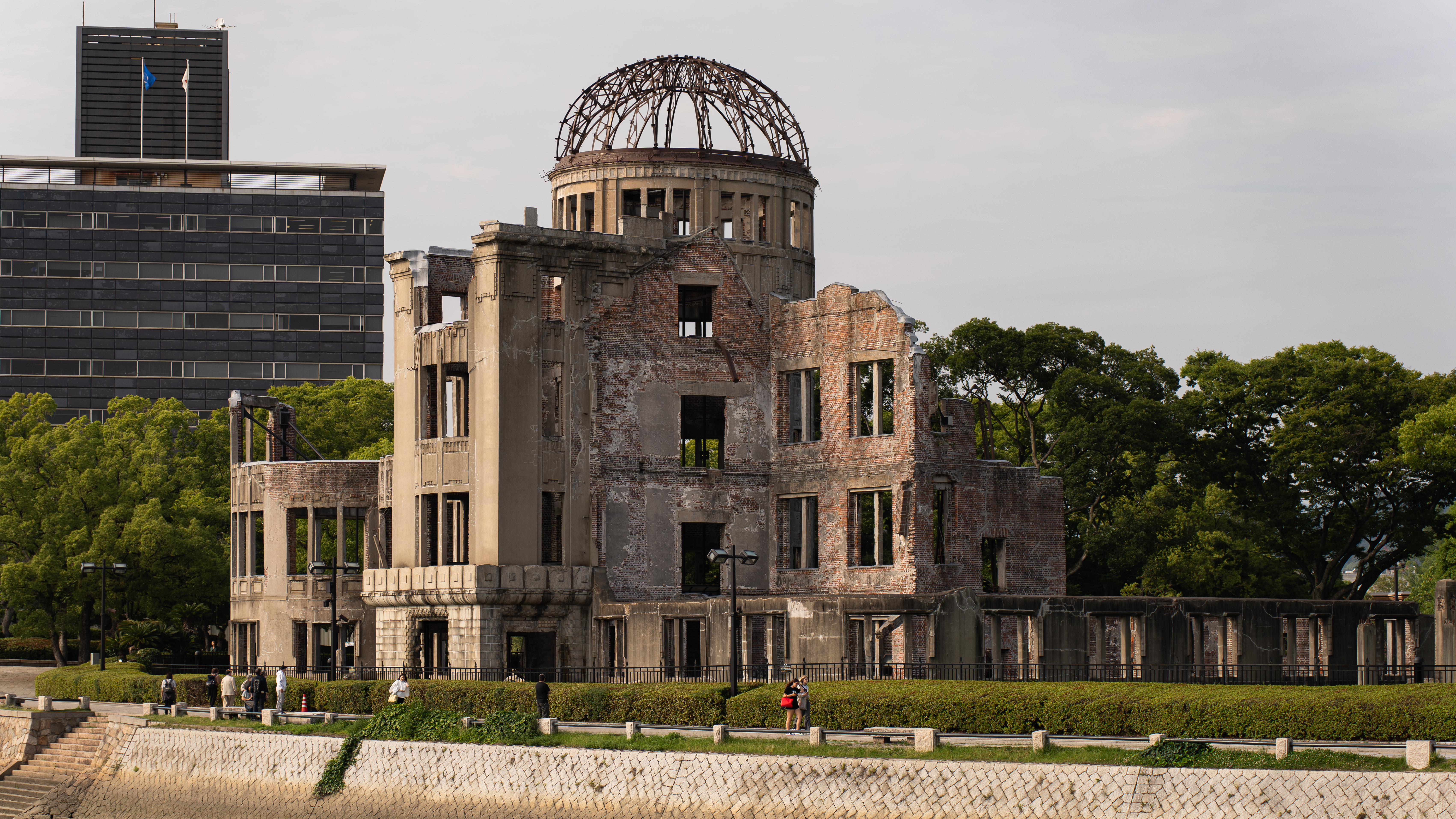
自本安橋遙望的原爆圆顶馆

## 保存問題

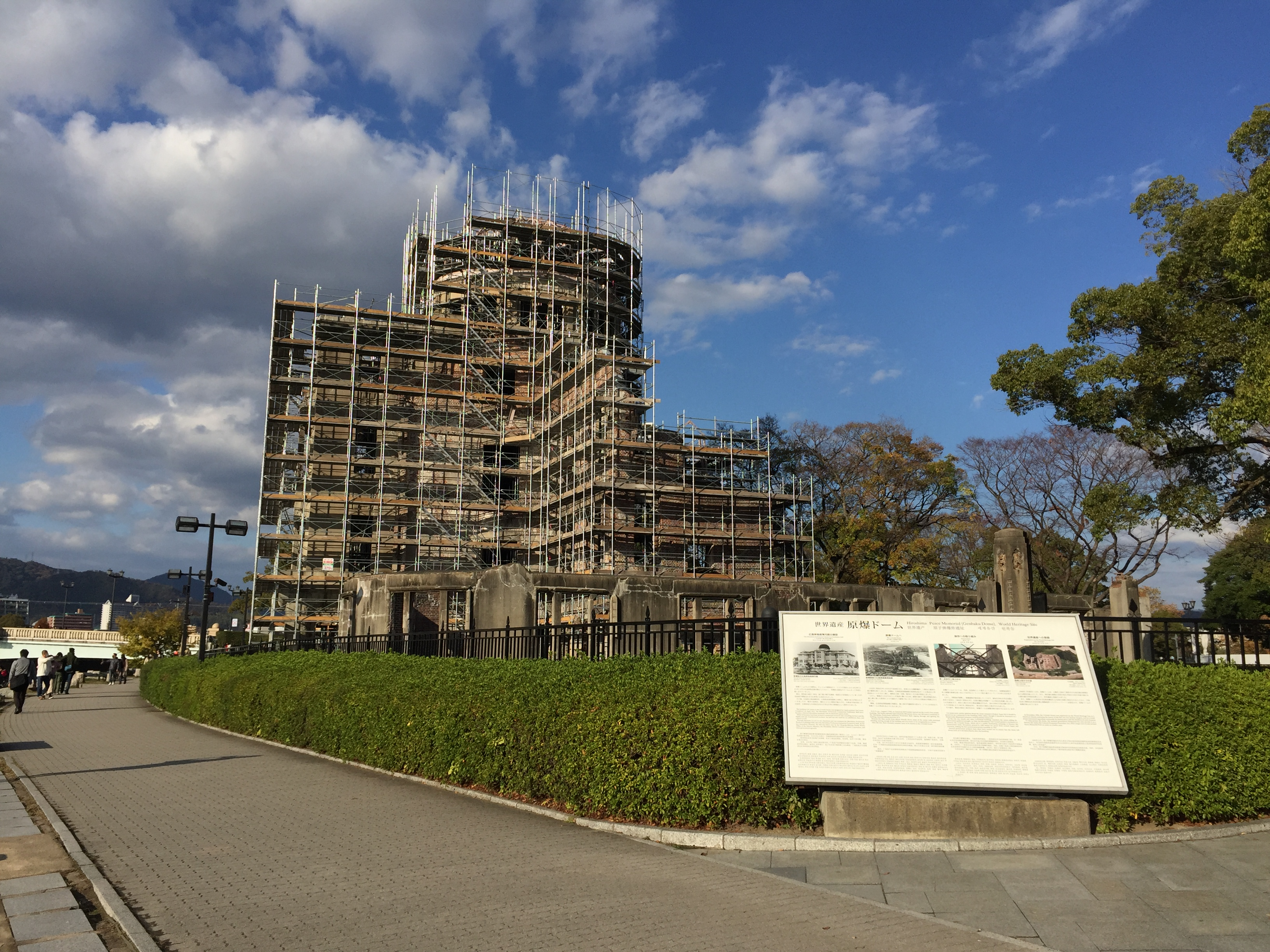
正在進行修復工程的原爆圓頂館，攝於2020年。

原爆圓頂館不僅是戰爭遺跡，更象徵著核武破壞的悲劇，向全人類發出警示，因此具有特殊的紀念意義。在保存過程中，需要盡可能保持其破壞時的原貌。主要的保存工作包括透過鋼骨加固和合成樹脂注入來維持和保護其形狀，對有崩塌或掉落風險的部分進行隨時移除。儘管定期進行修補工作、檢查和風化對策，隨著時間的推移，仍然會出現風化現象，這與其他世界遺產的常規修復或維護有所不同。首次保護工程於1967年進行，包括修復牆壁裂縫、安裝鋼筋框架以及對鋼框架進行塗漆。同時盡可能保持小規模倒塌的現狀。
此後，共進行了五次保護工作，1989年，在民眾募款和廣島市公費資助下，進行了第二次大規模保存工程，包括修補劣化混凝土，磚塊等結構構件和修補材料的問題。在2002年的第三次保存工程中，實施了減少雨水造成的劣化和對舊倉庫天花板板塊的保護措施。2015年則重新擬定地震對策。包括在三處壁體加設鋼筋框架。
在2019年9月的第五次修復工程中，原本因褪色而變成白色的圓頂屋頂鋼結構被重新塗上了爆炸時的棕色。也進行了磚塊之間接縫部分的剝離和灰泥修補作業。
自1989年第二次大修以來，建築每三年進行一次健康調查。由於日本常面臨地震威脅，保存工程也考慮了抗震能力。然而，抗震強度的計算和工程計劃僅基於理論數值，因此如果地震規模或負載情況超出預期，仍然存在崩塌的風險。值得注意的是，2001年3月24日的芸予地震中，廣島市中區經歷了震度5弱的震動，但沒有顯著的損害。自2004年以來，召開了「和平紀念設施的保存方式研究會」以探討原爆圓頂館的保存方針。提出了以下四種方案：
- 任憑自然劣化，不進行保存處理
- 進行必要的劣化對策（如雨水對策和地震對策），維持現狀
- 建立保護棚或覆蓋屋（日语：覆堂）
- 將其遷移至博物館

2006年後，則確認了「進行必要的劣化對策，維持現狀」的方針。

### 瀕危世界遺產名錄
2006年，在原爆圓頂館及其緩衝區內，高層公寓建設計畫逐漸浮出水面，尤其是從大手町1丁目的土地上一條道路的另一側開始。這項計畫引發了對週邊景觀破壞的擔憂，人們擔心原爆圓頂館可能會像科隆主教座堂一樣被列入瀕危世界遺產名錄。

## 图集

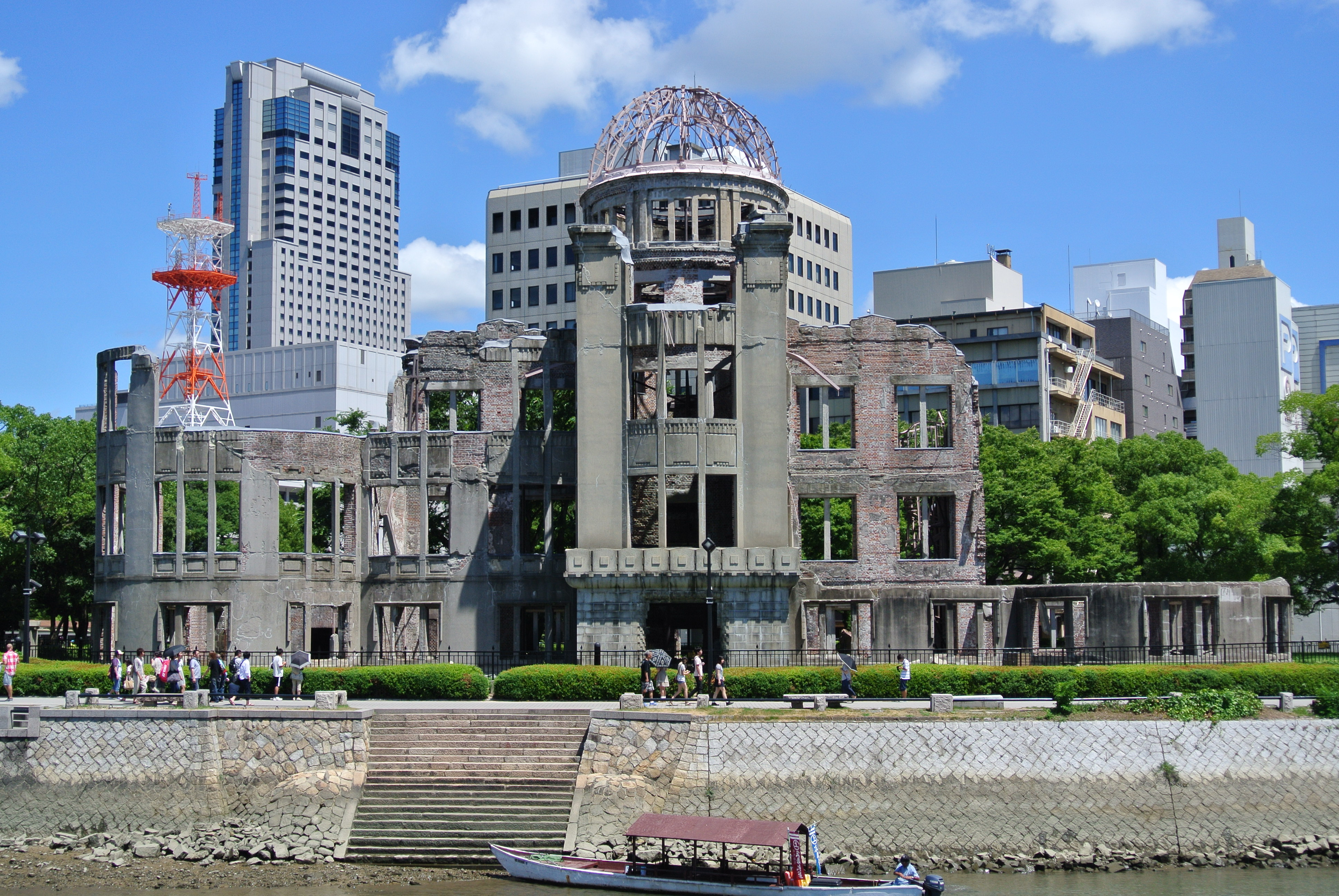
當代的原爆圆顶馆正視圖
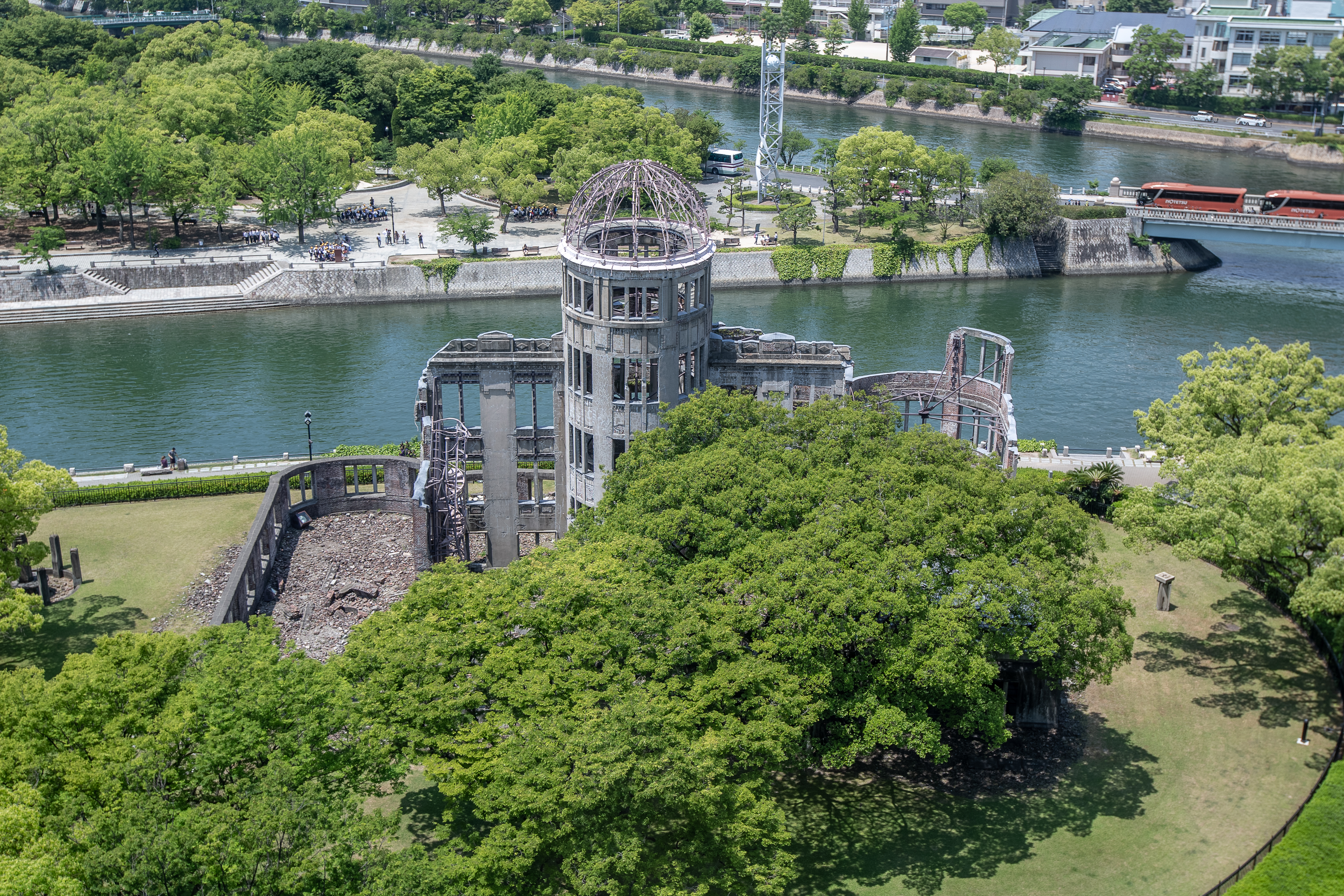
2019年的原爆圆顶馆
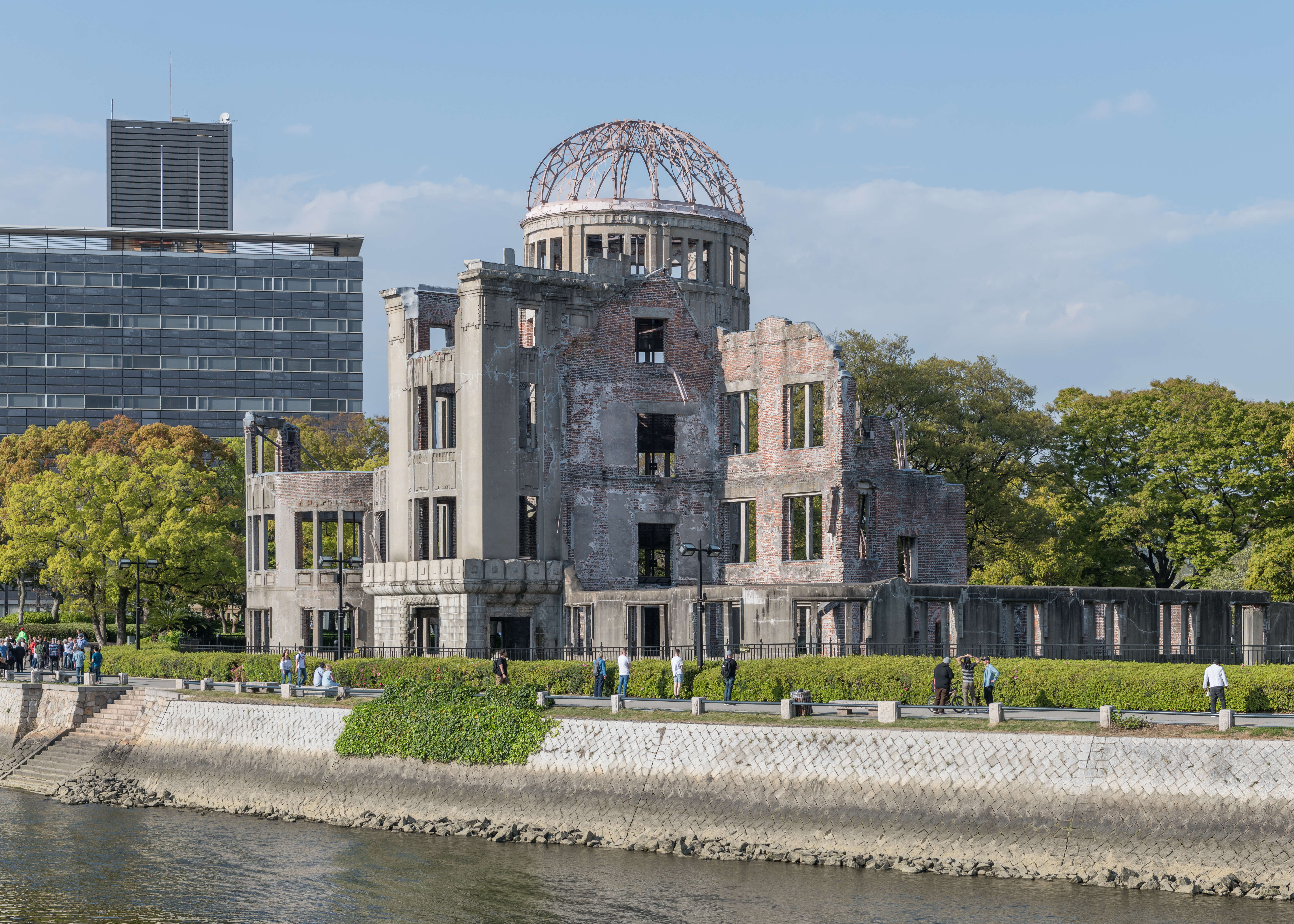
2019年的原爆圆顶馆
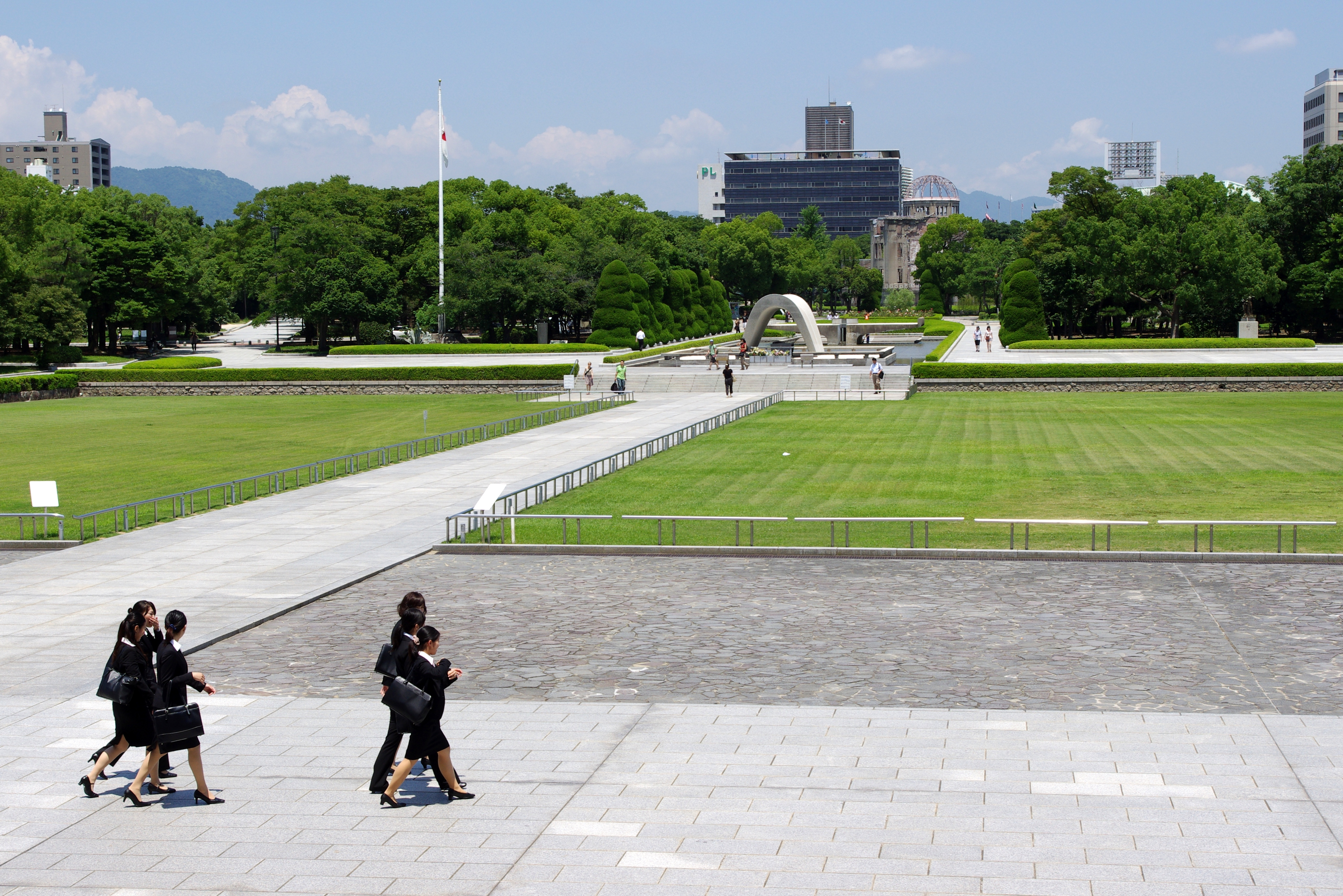
自和平公園所看到的原爆圓頂館
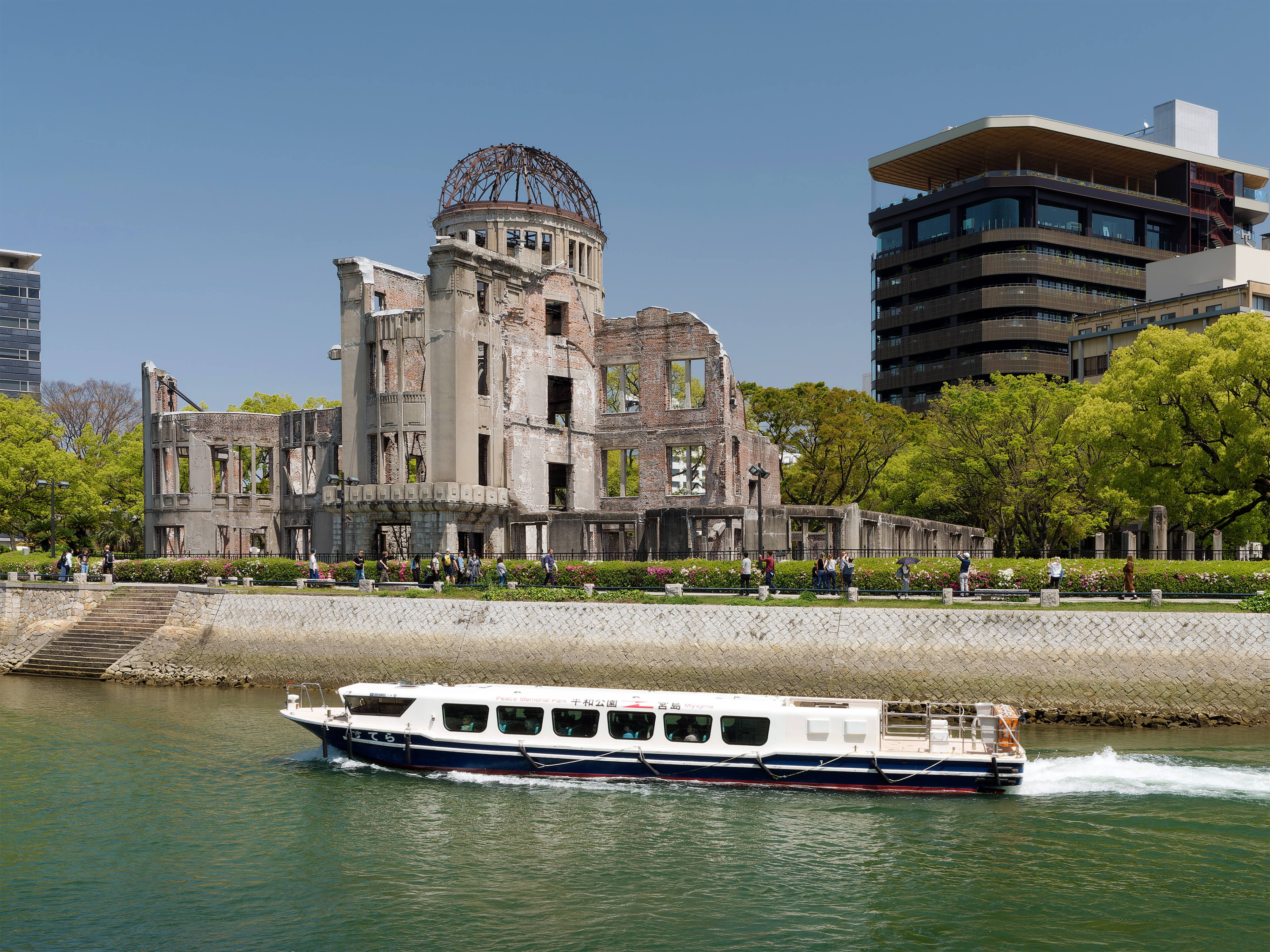
2024年的原爆圆顶馆
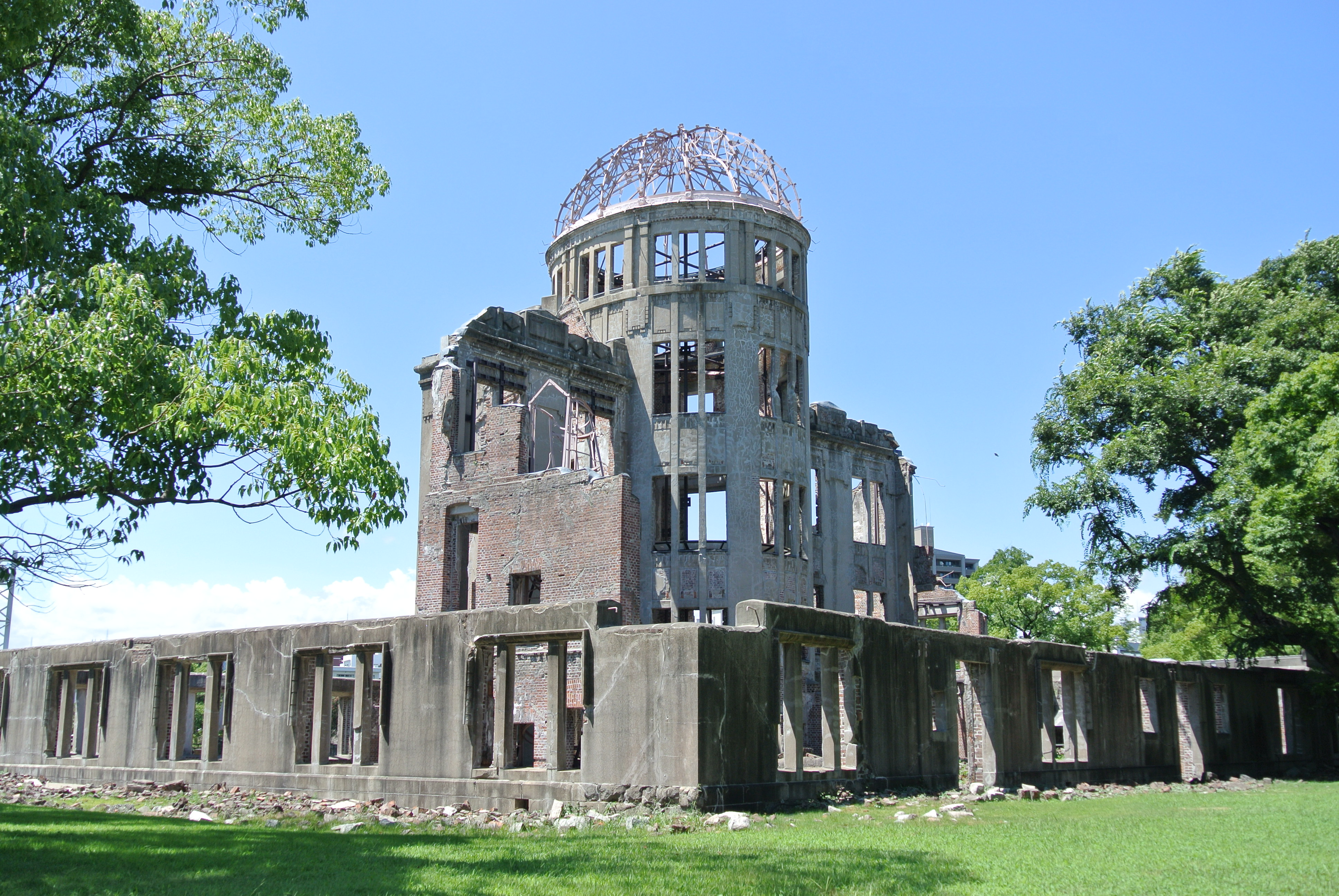
原爆圆顶馆後側

## 另見
- 第二次世界大戰
- 广岛市原子弹爆炸
- 广岛和平纪念公园
- 原燃料會館
- 被爆電車 - 廣島電鐵650型電車
- 黑暗觀光
- 威廉皇帝纪念教堂
- 聖尼古拉教堂
- 考文垂座堂
- 原民喜
- 原爆圓頂合作繪畫協會（日语：原爆ドーム合作絵画の会）
- 《赤腳阿元》
- 《夜風之街 櫻之國（日语：夕凪の街 桜の国）》
- 《這個世界的角落》
- 原爆之子
- 《我永遠不會忘記那一夜（日语：その夜は忘れない）》
- 日本世界遗产列表
- 亞洲地區世界遺產列表